# میدژاخ
میدژاخ (به لاتین: Midzhakh) یک منطقهٔ مسکونی در روسیه است که در داغستان واقع شده‌است.